# Megaselia microcera
Megaselia microcera är en tvåvingeart som beskrevs av Borgmeier 1962. Megaselia microcera ingår i släktet Megaselia och familjen puckelflugor. Inga underarter finns listade i Catalogue of Life.